# Dorfkirche Kröbeln

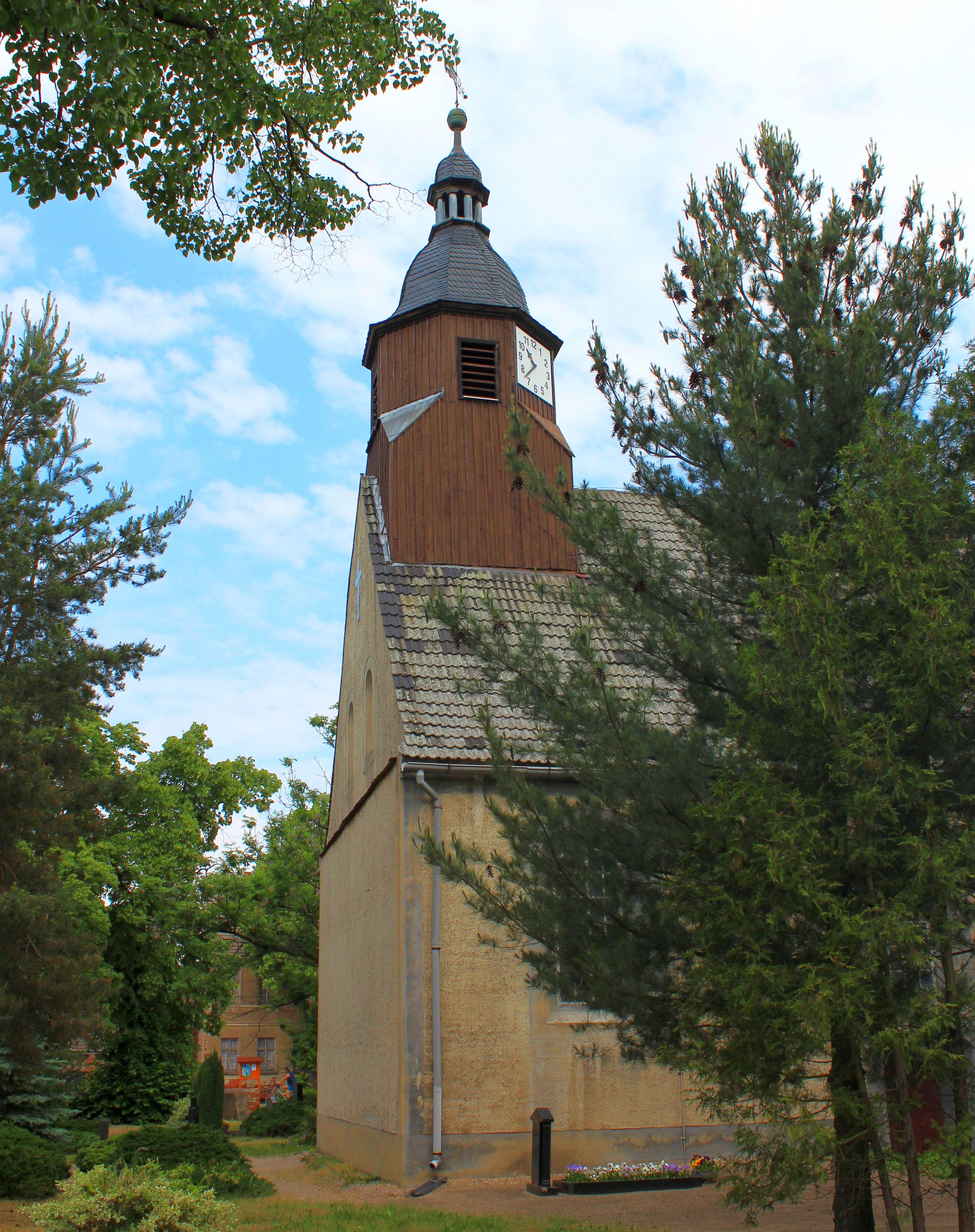
Die Dorfkirche Kröbeln aus Richtung Südwesten gesehen (2012)

Die evangelische Dorfkirche Kröbeln ist ein Kirchengebäude im Ortsteil Kröbeln der Kurstadt Bad Liebenwerda im südbrandenburgischen Landkreis Elbe-Elster. Hier ist die Kirche im Ortszentrum mit einem sie umgebenden Friedhof zu finden. Das Bauwerk steht heute unter Denkmalschutz.

## Geschichte
Kröbeln war wie die Nachbarorte Kosilenzien, Oschätzchen und Prieschka ursprünglich wohl nach Würdenhain eingemeindet. Diese Orte gehörten wie Kröbeln seit dem 15. Jahrhundert ebenfalls zur Herrschaft Mühlberg. Kröbeln und Kosilenzien wurden schließlich aus Würdenhain ausgepfarrt und eine eigenständige Parochie.
Die Einwohner des Dorfes galten in früherer Zeit denn auch als sehr freiheitsliebend und ungehobelt. Nach einigen anderen beurkundeten Vorfällen, bewarfen sie im Jahre 1525 den Sarg des verstorbenen Pfarrers kurzerhand mit Steinen und wählten sich eigenmächtig einen eigenen Prediger, was anschließend streng bestraft wurde. Noch im Jahre 1563 beschrieb der Würdenhainer Pfarrer Köhler Kröbeln wie folgt: „Da Kröbeln ein Rattennest von mutwilligen Leuten, daß auch kein Wandersmann, der in den Krügen einkehret, unbeschabernackt und unberitten hat fort kommen können, ...“
Im Jahre 1731 erhielt die Gemeinde vom sächsischen Kurfürsten August dem Starken 30 Baumstämme zum Bau einer Kirche. Nachdem der Bau 1732 beginnen konnte, wurde die Kirche schließlich am 25. März 1734 geweiht.
In die Parochie war von 1529 bis 1837 auch der heute in Sachsen liegende Ort Nauwalde eingepfarrt. Eine weitere Filiale war Kosilenzien. Das heute zu Kröbeln zählende Mühldorf wiederum war von 1752 bis 1838 im seit 1815 ebenfalls in Sachsen liegenden Nieska eingepfarrt. Die Parochie Kröbeln bestand bis zur Wende. Die lutherische Kirchengemeinde Kröbeln gehört heute zum Pfarrbereich Mühlberg im Kirchenkreis Bad Liebenwerda der Evangelischen Kirche in Mitteldeutschland.

## Architektur und Ausstattung (Auswahl)
Bei der Kröbelner Kirche handelt es sich um einen aus dem Jahre 1732 stammenden verputzten Saalbau mit dreiseitigem Ostschluss. Im Osten des Kirchenschiffs schließt sich eine Sakristei an. Im Westen wurde ein quadratischer, ins Oktogonale übergehender hölzerner Turm mit Schweifhaube, Laterne und Wetterfahne aufgesetzt.
Das Innere der Kirche ist von einer hölzernen Flachdecke geprägt. Emporen befinden sich auf der Nord- und Südseite sowie westlich der mit weiten Segmentbögen unterfangenen Turmostwand. Unterhalb der südlichen Empore befindet sich eine verglaste Loge.
Eine erste Orgel erhielt die Kirche wohl im Jahre 1768. Das Instrument wurde vom Kröbelner Orgelbauer Johann Christian Pfennig (1706–1787) errichtet, welcher eine weitere Werkstatt in Calau besaß. Die heutige Orgel in Kröbeln verfügt über eine pneumatische Kegellade, ein Manual und neun Register. Diese wurde von dem Liebenwerdaer Orgelbauunternehmen Arno Voigt geschaffen (op. 62).

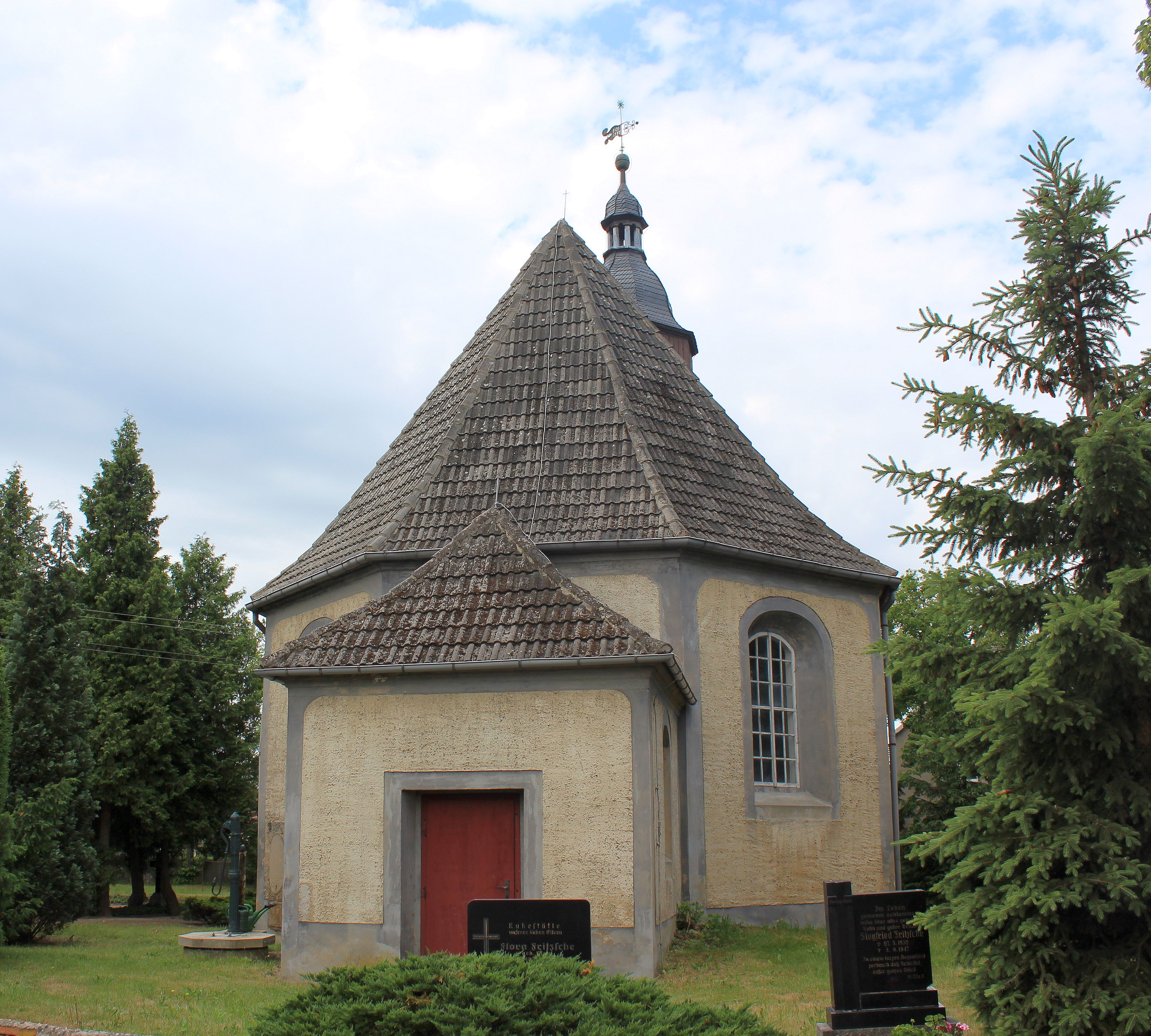
Ostseite der Kirche mit Sakristei
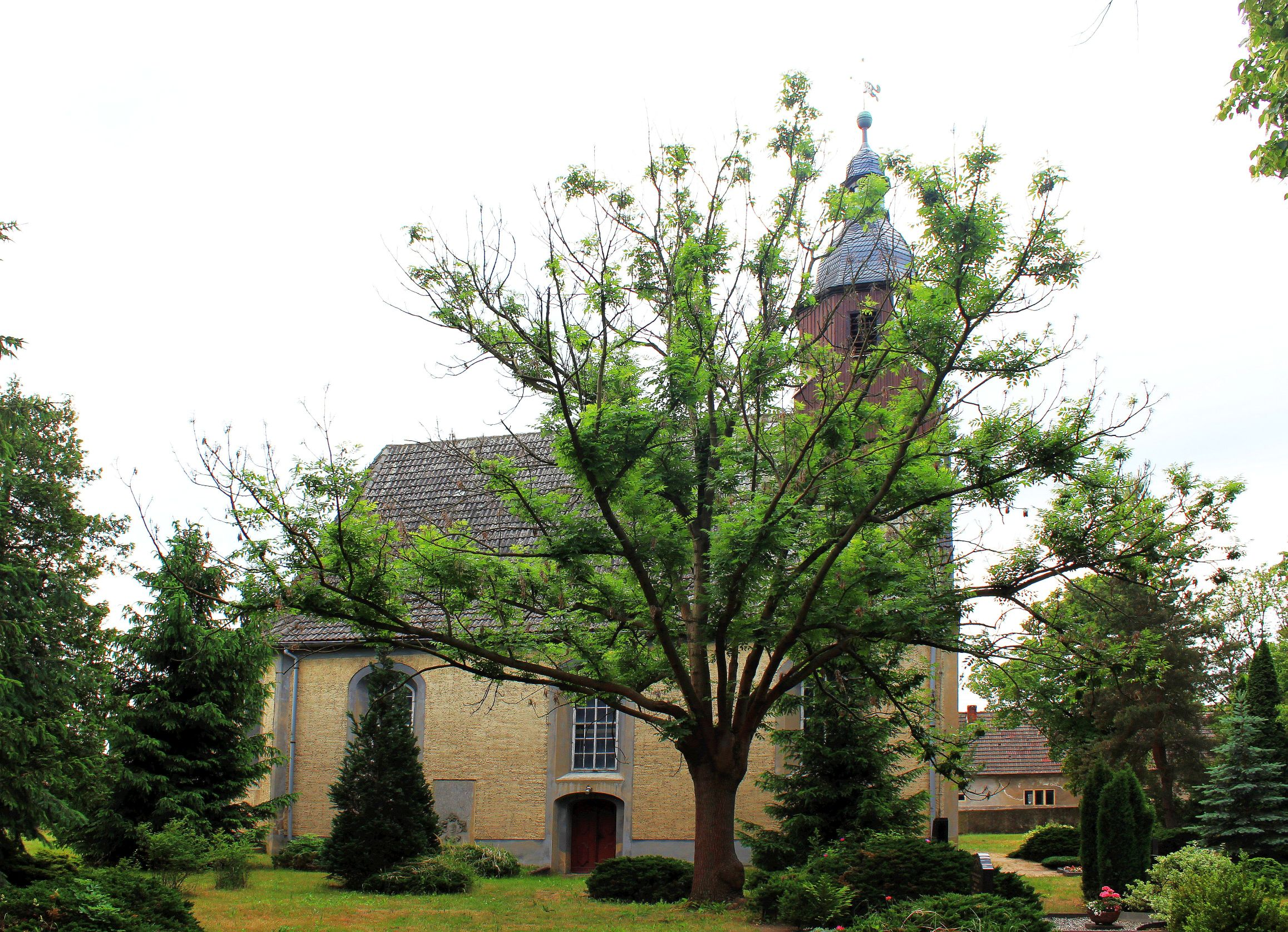
Nordseite der Kirche
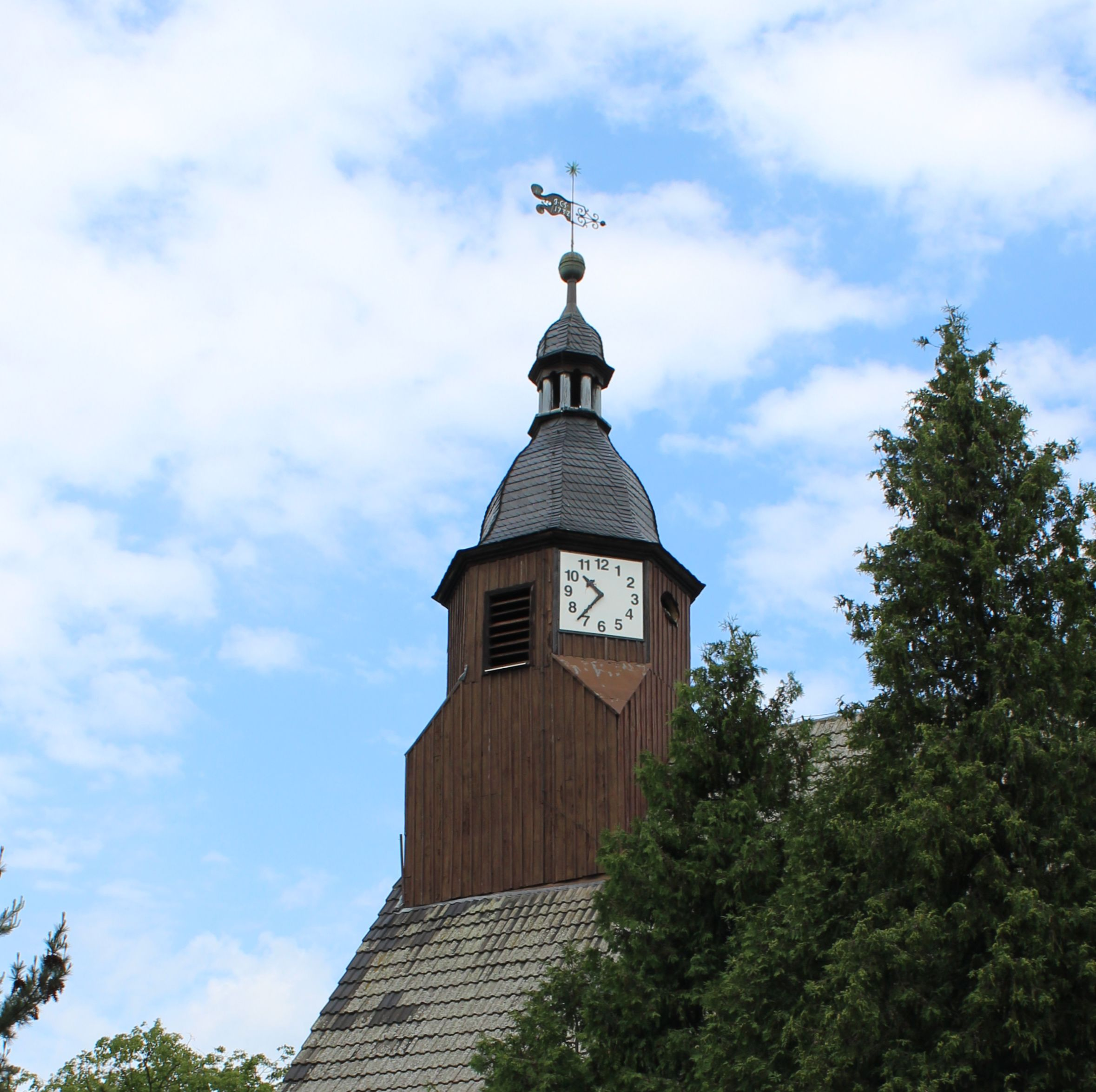
Kirchturm